# ISO 31-11
ISO 31-11:1992 — часть международного стандарта ISO 31, которая определяет
«математические обозначения и символы для использования в естественных науках и технологии» (англ. mathematical signs and symbols for use in physical sciences and technology). Данный стандарт был принят в 1992 году, а в 2009 году заменён на несколько дополненный стандарт ISO 80000-2 (последняя редакция: ISO 80000-2:2019, 2nd edition).

## Математические символы
Ниже приведены (не полностью) основные разделы стандарта.

### Математическая логика
| Обозна- чение | Употребление          | Название              | Смысл и пояснения                                                | Комментарии |
| ------------- | --------------------- | --------------------- | ---------------------------------------------------------------- | --- |
| ∧             | p ∧ q                 | конъюнкция            | p и q                                                            | |
| ∨             | p ∨ q                 | дизъюнкция            | p или q (возможно, оба)                                          | |
| ¬             | ¬ p                   | отрицание             | неверно p; не-p                                                  | |
| ⇒             | p ⇒ q                 | импликация            | если p, то q; из p следует q                                     | Иногда записывается в виде p → q или q ⇐ p.                                                                                           |
| ∀             | ∀x∈A p(x) (∀x∈A) p(x) | квантор общности      | для каждого x из множества A верно утверждение p(x)              | Для краткости уточнение "∈A" часто опускают, если оно ясно из контекста.                                                              |
| ∃             | ∃x∈A p(x) (∃x∈A) p(x) | квантор существования | существует x из множества A, для которого утверждение p(x) верно | Для краткости уточнение "∈A" часто опускают, если оно ясно из контекста. Вариант ∃! означает, что такое x единственно во множестве A. |

### Теория множеств
| Обозна- чение | Употребление                            | Смысл и пояснения                                                          | Комментарии |
| ------------- | --------------------------------------- | -------------------------------------------------------------------------- | --- |
| ∈             | x ∈ A                                   | x принадлежит A; x является элементом множества A                          | |
| ∉             | x ∉ A                                   | x не принадлежит A; x не является элементом множества A                    | Перечёркивающая линия может быть и вертикальной. |
| ∋             | A ∋ x                                   | Множество A содержит элемент x                                             | равносильно x ∈ A |
| ∌             | A ∌ x                                   | Множество A не содержит элемента x                                         | равносильно x ∉ A |
| { }           | {x1, x2, ..., xn}                       | множество, образованное элементами x1, x2, ..., xn                         | также {xi ∣ i ∈ I}, где I обозначает множество индексов |
| { ∣ }         | {x ∈ A ∣ p(x)}                          | множество таких элементов A, для которых утверждение p(x) верно            | Пример: {x ∈ ℝ ∣ x > 5} Для краткости уточнение "∈A" часто опускают, если оно ясно из контекста. |
| card          | card(A)                                 | кардинальное число элементов множества A; мощность A                       | |
| ∖             | A ∖ B                                   | разность множеств A и B; A минус B                                         | Множество элементов из A, которых нет в B. A ∖ B = { x ∣ x ∈ A ∧ x ∉ B } Не следует записывать в виде A − B. |
| ∅             |                                         | пустое множество                                                           | |
| ℕ             |                                         | множество натуральных чисел, включая ноль                                  | ℕ = {0, 1, 2, 3, ...} Если ноль исключён, надо пометить символ звёздочкой: ℕ* = {1, 2, 3, ...} Конечное подмножество: ℕk = {0, 1, 2, 3, ..., k − 1} |
| ℤ             |                                         | множество целых чисел                                                      | ℤ = {..., −3, −2, −1, 0, 1, 2, 3, ...} Целые ненулевые обозначаются ℤ* = ℤ ∖ {0} = {..., −3, −2, −1, 1, 2, 3, ...} |
| ℚ             |                                         | множество рациональных чисел                                               | ℚ* = ℚ ∖ {0} |
| ℝ             |                                         | множество вещественных чисел                                               | ℝ* = ℝ ∖ {0} |
| ℂ             |                                         | множество комплексных чисел                                                | ℂ* = ℂ ∖ {0} |
| [,]           | [a,b]                                   | замкнутый интервал в ℝ от a (включая) до b (включая)                       | [a,b] = {x ∈ ℝ ∣ a ≤ x ≤ b} |
| ],] (,]       | ]a,b] (a,b]                             | полуоткрытый слева интервал в ℝ от a (исключая) до b (включая)             | ]a,b] = {x ∈ ℝ ∣ a < x ≤ b} |
| [,[ [,)       | [a,b[ a,b)                              | полуоткрытый справа интервал в ℝ от a (включая) до b (исключая)            | [a,b[ = {x ∈ ℝ ∣ a ≤ x < b} |
| ],[ (,)       | ]a,b[ (a,b)                             | открытый интервал в ℝ от a (исключая) до b (исключая)                      | ]a,b[ = {x ∈ ℝ ∣ a < x < b} |
| ⊆             | B ⊆ A                                   | B содержится в A; B есть подмножество A                                    | Каждый элемент B принадлежит A. Вариант символа: ⊂ . |
| ⊂             | B ⊂ A                                   | B содержится в A как собственное подмножество                              | Каждый элемент B принадлежит A, но B не равен A. Если ⊂ обозначает "содержится", то ⊊ должно использоваться в смысле "содержится как собственное подмножество". |
| ⊈             | C ⊈ A                                   | C не содержится в A; C не является подмножеством A                         | Вариант: C ⊄ A |
| ⊇             | A ⊇ B                                   | A содержит B (как подмножество)                                            | A содержит все элементы B. Вариант: ⊃. B ⊆ A равносильно A ⊇ B. |
| ⊃             | A ⊃ B.                                  | A содержит B как собственное подмножество.                                 | A содержит все элементы B, но A не равно B. Если используется символ ⊃ , то ⊋ должен использоваться в смысле "содержит как собственное подмножество". |
| ⊉             | A ⊉ C                                   | A не содержит C (как подмножество)                                         | Вариант: ⊅ . A ⊉ C равносильно C ⊈ A. |
| ∪             | A ∪ B                                   | объединение A и B                                                          | Множество элементов, принадлежащих либо A, либо B, либо обоим A и B. A ∪ B = { x ∣ x ∈ A ∨ x ∈ B } |
| ⋃             | {\displaystyle \bigcup _{i=1}^{n}A_{i}} | объединение семейства множеств                                             | {\displaystyle \bigcup _{i=1}^{n}A_{i}=A_{1}\cup A_{2}\cup \ldots \cup A_{n}}, множество элементов, принадлежащих хотя бы одному из A1, ..., An. Варианты: {\displaystyle \bigcup {}_{i=1}^{n}} и {\displaystyle \bigcup _{i\in I}}, {\displaystyle \bigcup {}_{i\in I}}, где I — множество индексов. |
| ∩             | A ∩ B                                   | пересечение A и B                                                          | Множество элементов, принадлежащих как A, так и B. A ∩ B = { x ∣ x ∈ A ∧ x ∈ B } |
| ⋂             | {\displaystyle \bigcap _{i=1}^{n}A_{i}} | пересечение семейства множеств                                             | {\displaystyle \bigcap _{i=1}^{n}A_{i}=A_{1}\cap A_{2}\cap \ldots \cap A_{n}}, множество элементов, принадлежащих каждому A1, ..., An. Варианты: {\displaystyle \bigcap {}_{i=1}^{n}} и {\displaystyle \bigcap _{i\in I}}, {\displaystyle \bigcap {}_{i\in I}}, где I — множество индексов.           |
| ∁             | ∁AB                                     | разность A и B                                                             | Множество тех элементов A, которых нет в B. Символ A часто опускается, если он понятен по контексту. Вариант: ∁AB = A ∖ B. |
| (,)           | (a, b)                                  | упорядоченная пара a, b                                                    | (a, b) = (c, d) тогда и только тогда, когда a = c и b = d. Вариант записи: ⟨a, b⟩. |
| (,...,)       | (a1, a2, ..., an)                       | упорядоченный n-кортеж                                                     | Вариант записи: ⟨a1, a2, ..., an⟩ (угловые скобки). |
| ×             | A × B                                   | декартово произведение множеств A и B                                      | Множество упорядоченных пар (a, b), где a ∈ A и b ∈ B. A × B = { (a, b) ∣ a ∈ A ∧ b ∈ B } A × A × ⋯ × A обозначается An, где n — число сомножителей. |
| Δ             | ΔA                                      | множество пар (a, a) ∈ A × A, где a ∈ A; то есть диагональ множества A × A | ΔA = { (a, a) ∣ a ∈ A } Вариант записи: idA. |

### Прочие символы
| Обозначение           | Обозначение                                                                  | Пример                                                                                             | Смысл и пояснения | Комментарии |
| Юникод                | TeX                                                                          | Пример                                                                                             | Смысл и пояснения | Комментарии |
| --------------------- | ---------------------------------------------------------------------------- | -------------------------------------------------------------------------------------------------- | --- | --- |
| ≝                     | {\displaystyle {\stackrel {\mathrm {def} }{=}}}                              | a ≝ b                                                                                              | a равно b по определению | Вариант записи: a := b |
| =                     | {\displaystyle =}                                                            | a = b                                                                                              | a равно b | Вариант: символ ≡ подчёркивает, что это равенство есть тождество. |
| ≠                     | {\displaystyle \neq }                                                        | a ≠ b                                                                                              | a не равно b | Вариант записи: {\displaystyle a\not \equiv b} указывает, что a не тождественно равно b. |
| ≙                     | {\displaystyle {\stackrel {\wedge }{=}}}                                     | a ≙ b                                                                                              | a соответствует b | Пример: на карте масштаба 1:106 1 см ≙ 10 км. |
| ≈                     | {\displaystyle \approx }                                                     | a ≈ b                                                                                              | a приблизительно равно b | Символ ≃ означает "асимптотически равно". |
| ∼ ∝                   | {\displaystyle {\begin{matrix}\sim \\\propto \end{matrix}}}                  | a ∼ b a ∝ b                                                                                        | a пропорционально b | |
| <                     | {\displaystyle <}                                                            | a < b                                                                                              | a меньше, чем b | |
| >                     | {\displaystyle >}                                                            | a > b                                                                                              | a больше, чем b | |
| ⩽                     | {\displaystyle \leqslant }                                                   | a ⩽ b                                                                                              | a меньше или равно b | Вариант: ≤, ≦. |
| ⩾                     | {\displaystyle \geqslant }                                                   | a ⩾ b                                                                                              | a больше или равно b | Вариант: ≥, ≧. |
| ≪                     | {\displaystyle \ll }                                                         | a ≪ b                                                                                              | a намного меньше, чем b | |
| ≫                     | {\displaystyle \gg }                                                         | a ≫ b                                                                                              | a намного больше, чем b | |
| ∞                     | {\displaystyle \infty }                                                      | | бесконечность | |
| () [] {} ⟨⟩           | {\displaystyle {\begin{matrix}()\\{[]}\\\{\}\\\langle \rangle \end{matrix}}} | {\displaystyle {\begin{matrix}{(a+b)c}\\{[a+b]c}\\{\{a+b\}c}\\{\langle a+b\rangle c}\end{matrix}}} | {\displaystyle ac+bc}, скобки {\displaystyle ac+bc}, квадратные скобки {\displaystyle ac+bc}, фигурные скобки {\displaystyle ac+bc}, угловые скобки | В алгебре приоритет разных скобок {\displaystyle (),[],\{\},\langle \rangle } не стандартизован. Некоторые разделы математики имеют особые правила для употребления {\displaystyle (),[],\{\},\langle \rangle }. |
| ∥                     | {\displaystyle \\|}                                                          | AB ∥ CD                                                                                            | прямая AB параллельна прямой CD | |
| ⊥                     | {\displaystyle \perp }                                                       | {\displaystyle \mathrm {AB\perp CD} }                                                              | прямая AB перпендикулярна прямой CD | |
| {\displaystyle \mid } | {\displaystyle a\mid b}                                                      | a — делитель b                                                                                     | или, что то же, b кратно a | {\displaystyle \mid } |

### Операции
| Обозначение | Пример | Смысл и пояснения | Комментарии       |
| ----------- | ------ | ----------------- | ----------------- |
| +           | a + b  | a плюс b          |                   |
| −           | a − b  | a минус b         |                   |
| ±           | a ± b  | a плюс-минус b    |                   |
| ∓           | a ∓ b  | a минус-плюс b    | −(a ± b) = −a ∓ b |
| ...         | ...    | ...               | ...               |
| ⋮           |        |                   |                   |

### Функции
| Пример                           | Смысл и пояснения                                         | Комментарии                                                                                    |
| -------------------------------- | --------------------------------------------------------- | ---------------------------------------------------------------------------------------------- |
| {\displaystyle f:D\rightarrow C} | функция f определена на D и принимает значения в C        | Используется для явного указания областей определения и значения для функции.                  |
| {\displaystyle f\left(S\right)}  | {\displaystyle \left\{f\left(x\right)\mid x\in S\right\}} | Множество всех значений функции, соответствующих элементам подмножества S области определения. |
| ⋮                                |                                                           |                                                                                                |

### Показательная и логарифмическая функции
| Пример                     | Смысл и пояснения                       | Комментарии                        |
| -------------------------- | --------------------------------------- | ---------------------------------- |
| e                          | основание натуральных логарифмов        | e = 2,71828...                     |
| ex                         | показательная функция с основанием e    |                                    |
| {\displaystyle \log _{a}x} | логарифм с основанием {\displaystyle a} |                                    |
| lb x                       | двоичный логарифм (с основанием 2)      | lb x = {\displaystyle \log _{2}x}  |
| ln x                       | натуральный логарифм (с основанием e)   | ln x ={\displaystyle \log _{e}x}   |
| lg x                       | десятичный логарифм (с основанием 10)   | lg x = {\displaystyle \log _{10}x} |
| ...                        | ...                                     | ...                                |
| ⋮                          |                                         |                                    |

### Круговые и гиперболические функции
| Пример               | Смысл и пояснения                        | Комментарии                       |
| -------------------- | ---------------------------------------- | --------------------------------- |
| {\displaystyle \pi } | отношение длины окружности к её диаметру | {\displaystyle \pi } = 3,14159... |
| ...                  | ...                                      | ...                               |
| ⋮                    |                                          |                                   |

### Комплексные числа
| Пример | Смысл и пояснения                        | Комментарии                                                                      |
| ------ | ---------------------------------------- | -------------------------------------------------------------------------------- |
| i j    | мнимая единица; {\displaystyle i^{2}=-1} | в электротехнике вместо {\displaystyle i} используется символ {\displaystyle j}. |
| Re z   | вещественная часть z                     | z = x + i y, где x = Re z и y = Im z                                             |
| Im z   | мнимая часть z                           | z = x + i y, где x = Re z и y = Im z                                             |
| ∣z∣    | абсолютная величина z; модуль z          | Иногда обозначается mod z. Для {\displaystyle z=re^{i\varphi }}, ∣z∣ = r.        |
| Arg z  | аргумент z; фаза z                       | Для {\displaystyle z=re^{i\varphi }}, Arg z = φ.                                 |
| z*     | (комплексно-) сопряжённое к z число      | Вариант: чёрточка над z вместо звёздочки                                         |
| sgn z  | sgn z                                    | sgn z = z / ∣z∣ = exp(i arg z) для z ≠ 0, sgn 0 = 0                              |

### Матрицы
| Пример | Смысл и пояснения | Комментарии |
| ------ | ----------------- | ----------- |
| A      | матрица A         | ...         |
| ...    | ...               | ...         |
| ⋮      |                   |             |

### Системы координат
| Координаты | Радиус-вектор точки                                                                        | Название системы координат                  | Комментарии |
| ---------- | ------------------------------------------------------------------------------------------ | ------------------------------------------- | --- |
| x, y, z    | {\displaystyle [xyz]=[xyz];}                                                               | прямоугольная система координат (декартова) | x1, x2, x3 для координат и e1, e2, e3 для векторов базиса. Эта символика легко обобщается на многомерный случай. ex, ey, ez образуют ортогональный (правый) базис. Базисные векторы в пространстве часто обозначаются i, j, k. |
| ρ, φ, z    | {\displaystyle [x,y,z]=[\rho \cos(\phi ),\rho \sin(\phi ),z]}                              | цилиндрическая система координат            | eρ(φ), eφ(φ), ez образуют ортогональный (правый) базис. Если z= 0 (двумерный случай), то ρ и φ — полярные координаты. |
| r, θ, φ    | {\displaystyle [x,y,z]=r[\sin(\theta )\cos(\phi ),\sin(\theta )\sin(\phi ),\cos(\theta )]} | сферическая система координат               | er(θ,φ), eθ(θ,φ),eφ(φ) образуют ортогональный (правый) базис. |

### Векторы и тензоры
| Пример                       | Смысл и пояснения | Комментарии |
| ---------------------------- | ----------------- | --- |
| a {\displaystyle {\vec {a}}} | вектор a          | векторы в литературе могут выделяться жирным шрифтом и/или курсивом, а также стрелкой над буквой. Любой вектор a можно умножить на скаляр k, получая вектор ka. |
| ...                          | ...               | ... |
| ⋮                            |                   | |

### Специальные функции
| Пример                   | Смысл и пояснения                             | Комментарии |
| ------------------------ | --------------------------------------------- | ----------- |
| {\displaystyle J_{i}(x)} | цилиндрические функции Бесселя (первого рода) | ...         |
| ...                      | ...                                           | ...         |
| ⋮                        |                                               |             |

## Стандарт ISO 80000-2
Новый, дополненный стандарт ISO 80000-2 взамен ISO 31-11 появился в 2009 году. В нём добавились новые разделы (всего их стало 19):
- Стандартные числовые множества и интервалы (Standard number sets and intervals).
- Элементарная геометрия (Elementary geometry).
- Комбинаторика (Combinatorics).
- Преобразования (Transforms).

Название стандарта изменено на «Величины и единицы измерения» (Quantities and units — Part 2: Mathematics).